# Kaproun (národní přírodní památka)
Kaproun je národní přírodní památka severozápadně od stejnojmenné vesnice u Kunžaku v okrese Jindřichův Hradec. Oblast spravuje AOPK ČR – regionální pracoviště Jižní Čechy.

## Předmět ochrany
Důvodem ochrany je přechodové luční rašeliniště, důležité pro záchranu popsaného vnitrodruhového prstnatce Traunsteinerova (Dactylorhiza traunsteineri var. wisniewskii Procházka). Na tuto lokalitu bezprostředně navazuje rybník s výskytem chráněného druhu leknínu bělostného (Nymphaea candida).

## Galerie

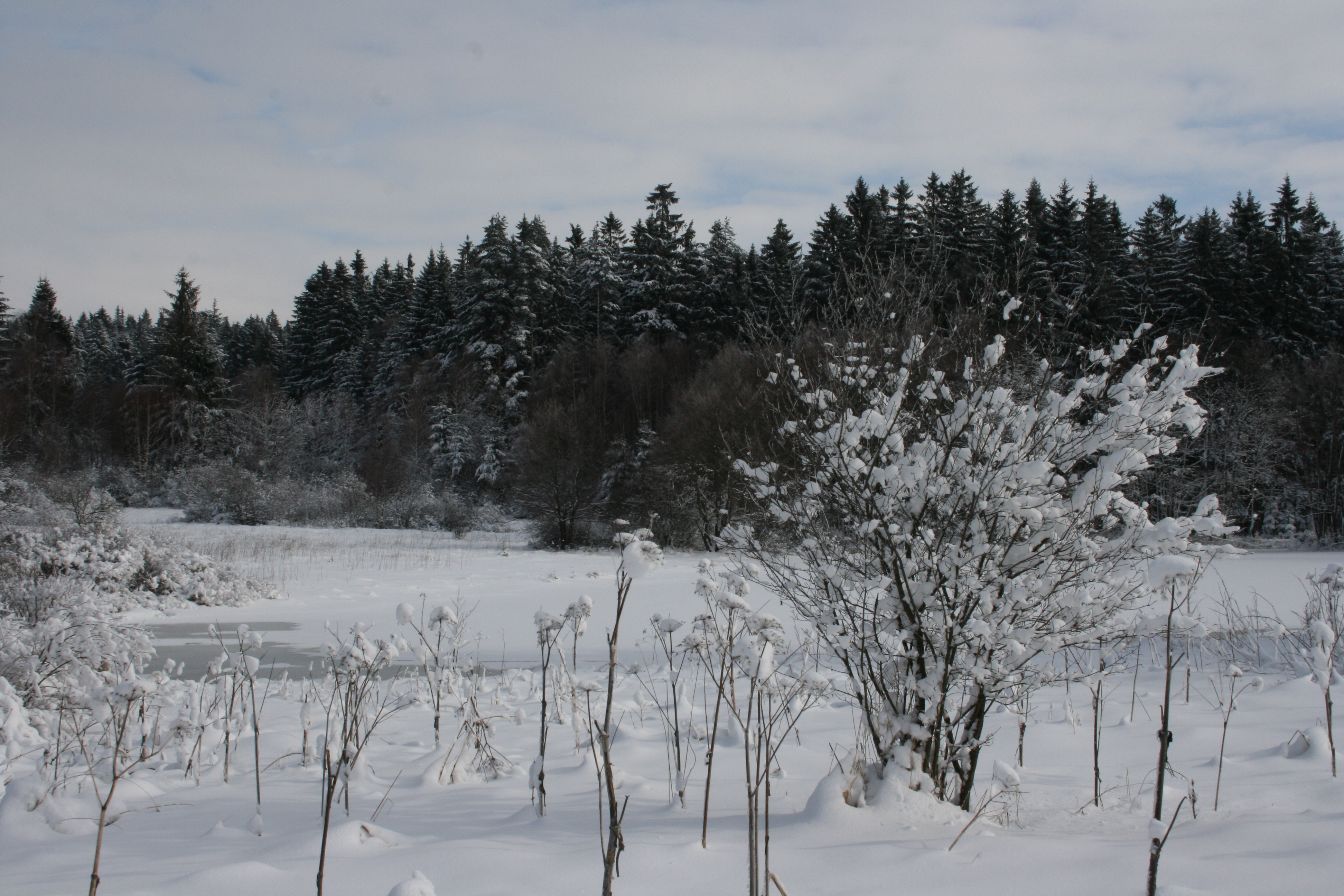
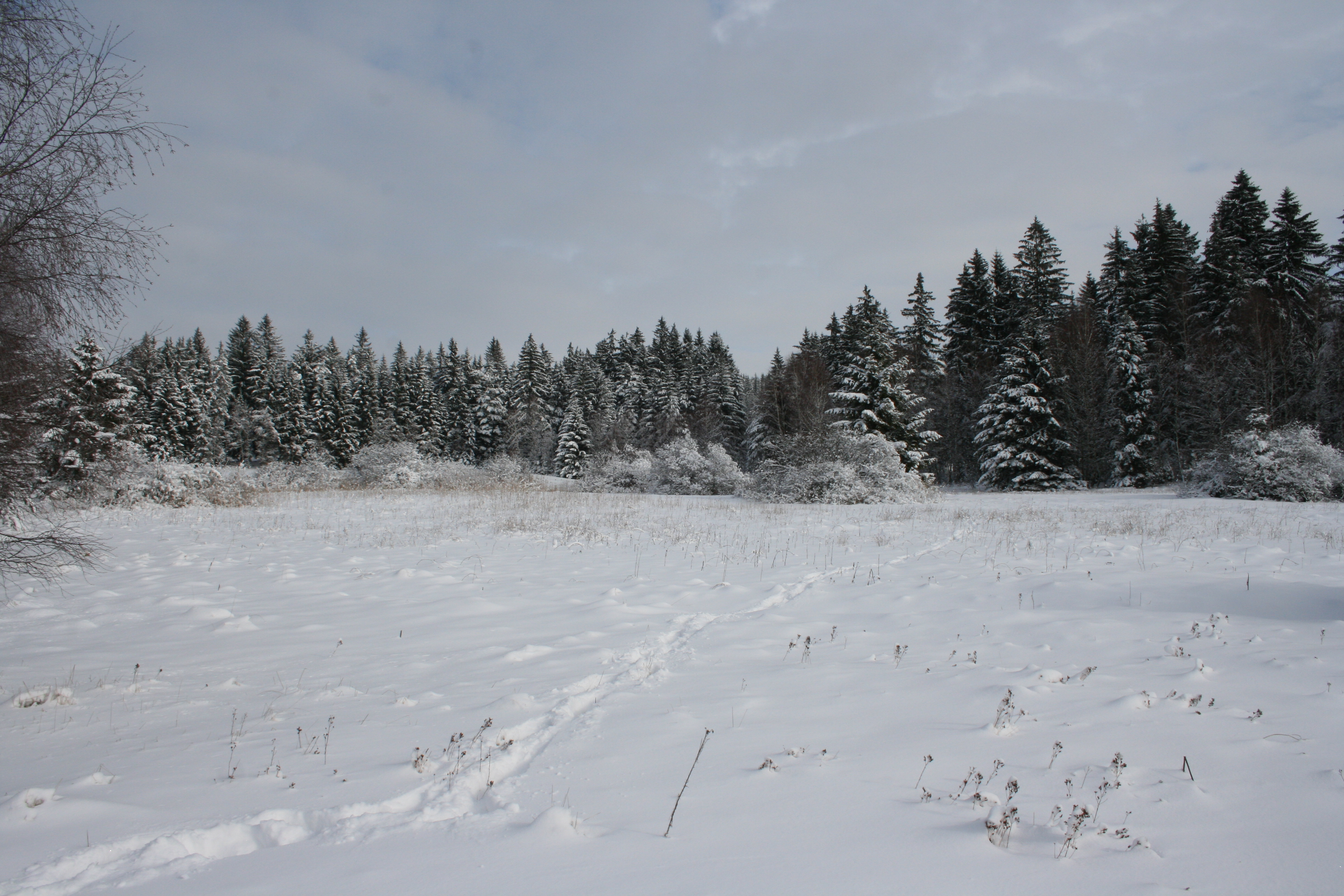
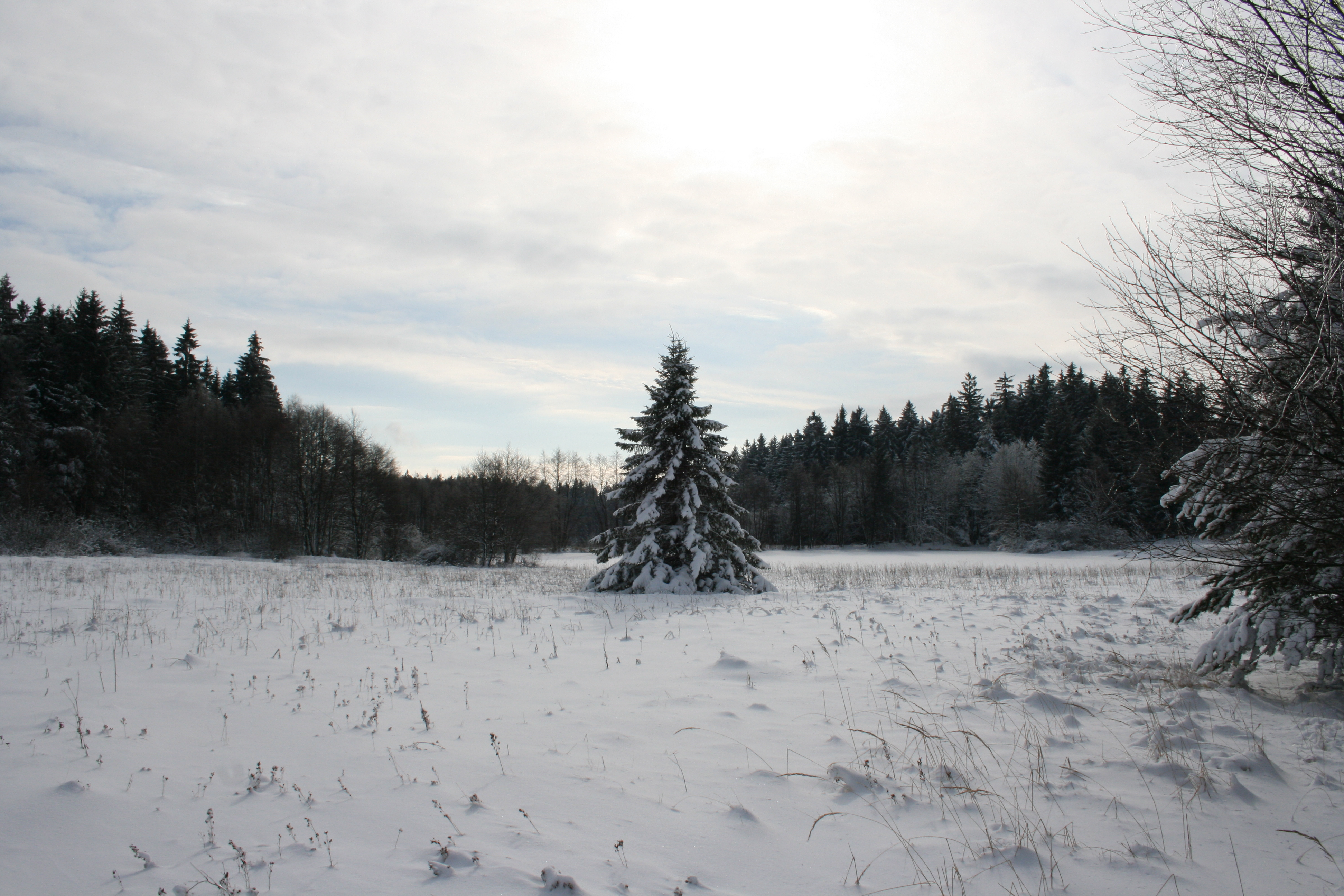